# محمد اسد (بازیکن فوتبال)
محمد اسد (انگلیسی: Mahmoud Assad) بازیکن فوتبال اهل عراق بود.
وی همچنین در تیم ملی فوتبال عراق بازی کرده‌است.